# Greve (Dinamarca)
Greve é um município da Dinamarca, localizado na região oriental, no condado de Roskilde.
O município tem uma área de 60,18 km² e uma população de 47 671 habitantes, segundo o censo de 2005.